# 岡田重善
岡田 重善（おかだ しげよし、大永7年（1527年） - 天正11年3月26日（1583年5月17日））は、戦国時代の武将。岡田重頼の子。尾張出身、尾張国星崎城主。官職は長門守。通称は助右衛門。名は重能、直教とも。良沢（僧侶）の兄、重孝、善同、娘（山口重勝妻）らの父。
尾張源氏の流れを汲む山田氏の後裔と云われる。織田信秀の家臣となり今川氏との戦いで功名を挙げ、小豆坂七本槍の一人に数えられる。その後は信秀の子信長に仕え、天正元年（1573年）8月の朝倉軍追撃戦などで、息子・重孝と共に活躍し（『太閤記』『当代記』）、信長の馬廻りとしての立場を保持した。本能寺の変後は、信長の次男信雄の家老となった。
小瀬甫庵と親しかったらしく、合戦の様子などを彼に語っていたという。そのためか甫庵の彼に対する評価は高く、「武勇ばかりでなく歌道にも通じ、花車風流に身を労し、話の上手であった」と自著である『太閤記』の中で絶賛している。